# Hemnesberget
Hemnesberget este o localitate din comuna Hemnes, provincia Nordland, Norvegia, cu o suprafață de 1,09 km² și o populație de 1.300 locuitori (2013).